# Anabarhynchus micans
Anabarhynchus micans är en tvåvingeart som först beskrevs av Frederick Wollaston Hutton 1901.  Anabarhynchus micans ingår i släktet Anabarhynchus och familjen stilettflugor. Inga underarter finns listade i Catalogue of Life.